# Land schafft Verbindung

Logo

Land schafft Verbindung (LsV) ist eine deutschlandweite Bewegung von Landwirten, die sich am 1. Oktober 2019 gründete. Öffentliche Aufmerksamkeit erlangte Land schafft Verbindung vor allem durch Demonstrationen und Korsos mit Traktoren.
Differenzen innerhalb von Land schafft Verbindung führten 2021 zu umfassenden Abspaltungen. Neben der Organisation LsV – Das Original gibt es auf der Bundesebene LsV Deutschland sowie in einigen Bundesländern Landesvereine mit Bezeichnung LsV. Teilweise stehen die Akronyme wiederum für andere Bezeichnungen, etwa „Landwirtschaft verbindet“ oder „Land sichert Versorgung“.

## Geschichte

### Entstehung

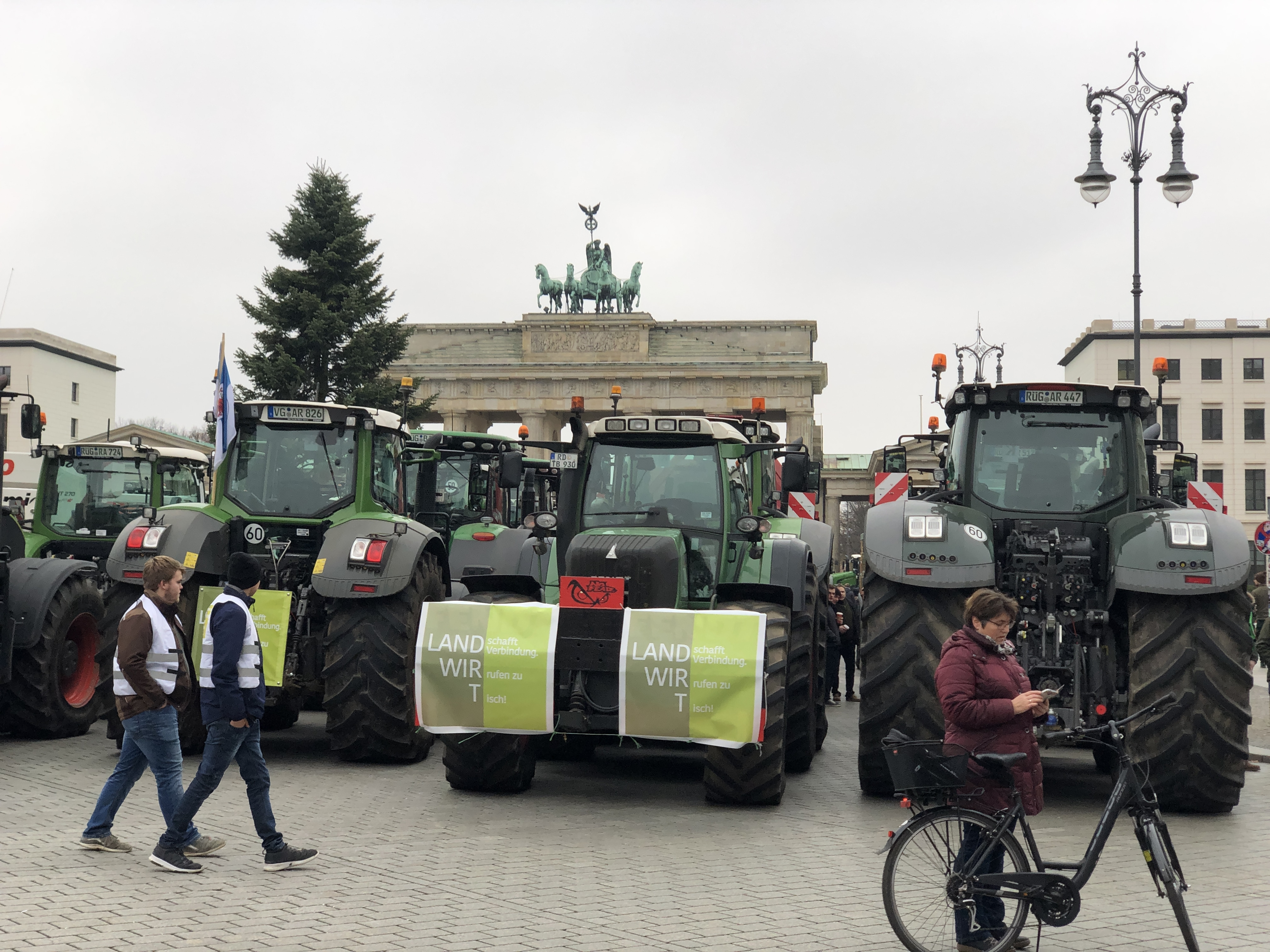
Demonstration am Brandenburger Tor in Berlin kurz nach der Gründung, 2019

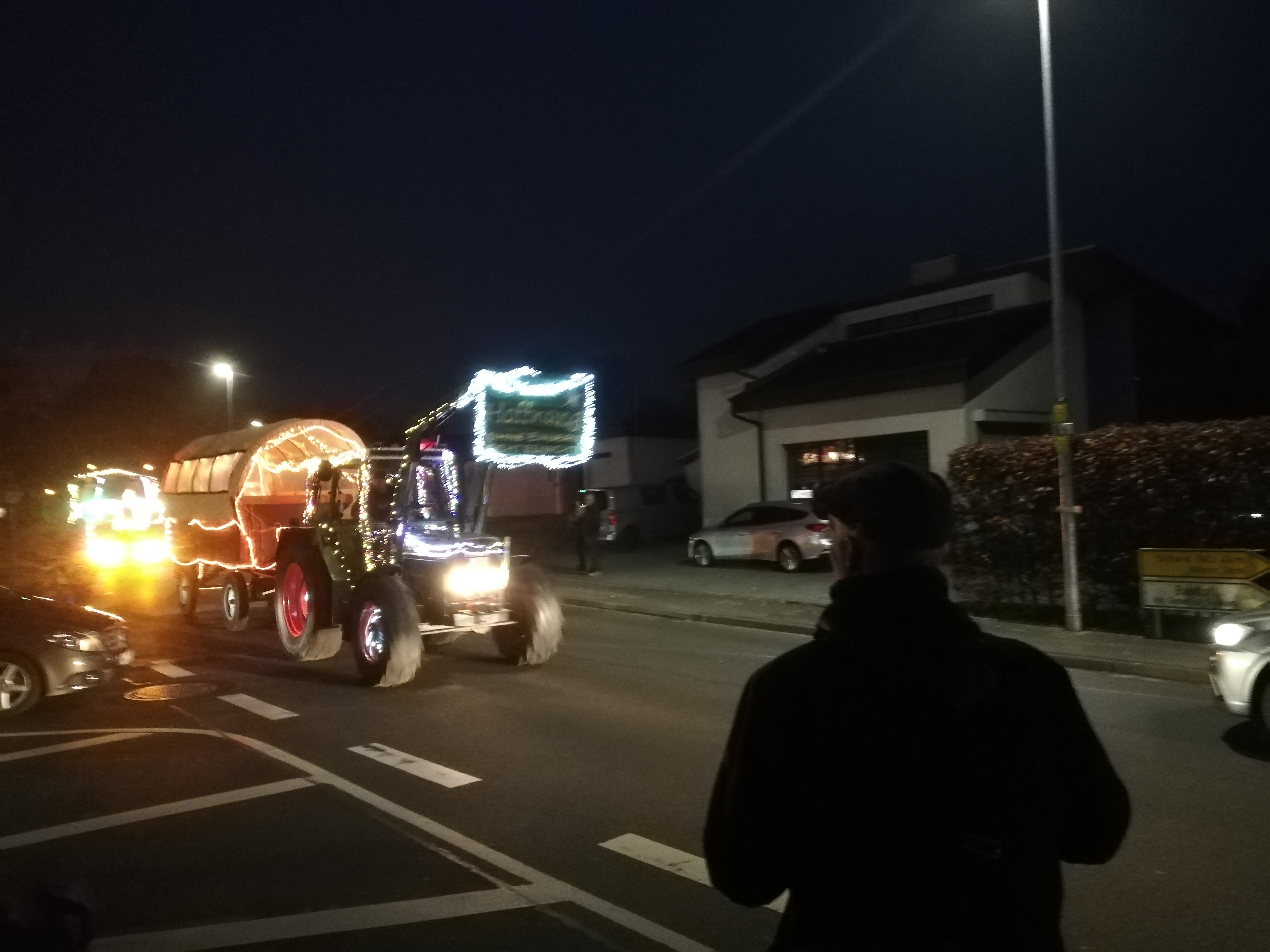
Lichterfahrt von geschmückten Traktoren im November 2022 unter dem Motto Ein Funken Hoffnung

Anlass zur Gründung war ein Agrarpaket der Bundesregierung im Jahr 2019. Zeitgleich waren Bauernproteste in den Niederlanden gestartet. Kurz zuvor begann aus ähnlichem Anlass die Aktion Grüne Kreuze. Am 1. Oktober 2019 gründete Maike Schulz-Broers die Facebook-Gruppe Land schafft Verbindung.
Nach eigenen Angaben gehörten den WhatsApp-Gruppen des LsV im Jahr 2020 rund 100.000 Mitglieder an. LsV-Gruppen auf Facebook zählten im Jahr 2021 mehr als 34.000 Landwirte.

### Spaltung
Innerhalb der Bewegung bestanden von Anfang an Spannungen unter anderem wegen der Zusammenarbeit mit dem Deutschen Bauernverband, der Tätigkeit eines ehemaligen AfD-Mitglieds im Organisationsteam und weil Maike Schulz-Broers als Gründerin der Facebook-Gruppe Namen und Logo der Bewegung als ihr geistiges Eigentum beanspruchte. Dies führte noch im Gründungsjahr 2019 zu einer Spaltung in „Land schafft Verbindung – Deutschland“ und „Land schafft Verbindung – das Original“ (unter Schulz-Broers). Ein Schlichtungsversuch sah vor, dass Schulz-Broers eine nicht abwählbare Position in der Organisation auf Bundesebene erhält, für die sie im Gegenzug die Namensrechte an „Land schafft Verbindung“ abtritt.
2020 gab es einen Streit um das quadratische Logo der Bewegung, das Maike Schulz-Broers markenrechtlich für Land schafft Verbindung – das Original schützen ließ. 2021 brach die Bewegung weiter auseinander. Am 9. Juni gaben die LsV-Ländervereine Nordrhein-Westfalen, Rheinland-Pfalz, Hessen und Mecklenburg-Vorpommern ihren Rückzug aus der Dachorganisation bekannt. Die vier Landesvereine würden daher ihre Arbeit selbständig fortsetzen. Im Oktober 2021 stellte das Journal Rundblick – Politikjournal für Niedersachsen fest: „Die Strukturen bleiben wabernd, die Verantwortlichkeit diffus.“ Land schafft Verbindung - das Original von Schulz-Broers sei inzwischen „eher bedeutungsarm“. Zur Europawahl 2024 trat Schulz-Broers als Mitglied eines Wahlbündnisses an, das von Andreas Kemper als eine „neue rechte Kleinpartei“ eingeschätzt wurde.

### Landwirtschaft verbindet Deutschland (LsV Deutschland)
Am 26. Juni 2021 wurde der eingetragene Verein Landwirtschaft verbindet Deutschland e. V. mit Sitz in Stüdenitz-Schönermark gegründet, dessen Sprecher Anthony Robert Lee ist. Einige Landesvereine haben sich diesem Dachverband angeschlossen.

## Organisationen

### Bundesebene
Auf Bundesebene ist der Verein Land schafft Verbindung e. V. als erste formelle Organisation aus der Bewegung hervorgegangen, mit Satzung vom November 2019 und Eintragung im Vereinsregister im Juni 2020. Erste Vorsitzende war die Initiatorin der Facebook-Gruppe, Maike Schulz-Broers. Dieser Verein bezeichnet sich selbst als Das Original und nutzt die Kurzform LsV-O.
Seit 2020 befand sich der Verein Land schafft Verbindung Deutschland e. V. i.G. um die Sprecher Sebastian Dickow und Dirk Andresen in Gründung, Unter anderem aufgrund des Namensstreits mit Land schafft Verbindung e. V. wurde die Gründung 2021 abgebrochen.
Im Juni 2021 wurde der Verein Landwirtschaft verbindet Deutschland e. V. gegründet, mit Kurzform LsV-D und Sprecher Anthony Lee.

### Landesebene
In vielen Bundesländern wurden ebenfalls eigenständige Vereine mit Bezeichnung Land schafft Verbindung gegründet:
- Land schafft Verbindung Sachsen, eingetragener Verein seit Juli 2020[18], Landesverein von LsV-D[19]
- Land schafft Verbindung Hessen, eingetragener Verein seit August 2020,[20] Landesverein von LsV-D[21]
- Land schafft Verbindung Brandenburg, eingetragener Verein seit Oktober 2020,[22] Landesverein von LsV-D[23]
- Land schafft Verbindung Baden-Württemberg, eingetragener Verein seit Dezember 2020,[24] Landesverein von LsV-D[25]
- Land schafft Verbindung Schleswig-Holstein und Hamburg, eingetragener Verein seit Dezember 2020,[26] Landesverein von LsV-D[27]
- Land schafft Verbindung Mecklenburg-Vorpommern, eingetragener Verein seit Juli 2021[28]

Daneben gibt es weitere Organisationen, die aus der Bewegung hervorgegangen sind und aufgrund des Namensstreits Abwandlungen der Bezeichnung verwenden:
- LsV NRW e. V., Landesverein von LsV-D[29]
- LsV Niedersachsen-Bremen e. V., Landesverein von LsV-D[30]
- Landwirtschaft verbindet Bayern e. V., Landesverein von LsV-D[31]

## Ziele und Forderungen
- Land schafft Verbindung erkennt Umwelt- und Tierschutzstandards als sinnvoll an, fordert aber eine partnerschaftliche Umsetzung mit nachgelagerten Bereichen sowie den Verzicht einseitiger Verbote für Landwirte.
- Erhalt der regionalen Lebensmittelversorgung, Stärkung der regionalen Landwirtschaft. Forderung von klarer Kennzeichnung regionaler und importierter Produkte.[1] Der Lebensmitteleinzelhandel wird angeprangert, weil er zwar Regionalität fordert, aber gleichzeitig international einkauft.[32]
- Wir rufen zu Tisch ist das Motto der Vereine.[33] Sie laden Politiker und Entscheider ein, Lösungen für die praktische Umsetzung von Auflagen zu erarbeiten und dabei gleichzeitig die Ernährungssicherheit zu gewährleisten.[34]
- Land schafft Verbindung fordert Wertschätzung für Lebensmittel.[35] Abgelehnt wird eine künstliche Lebensmittel-Verknappung zu Protestzwecken.[36]

## Aktionen

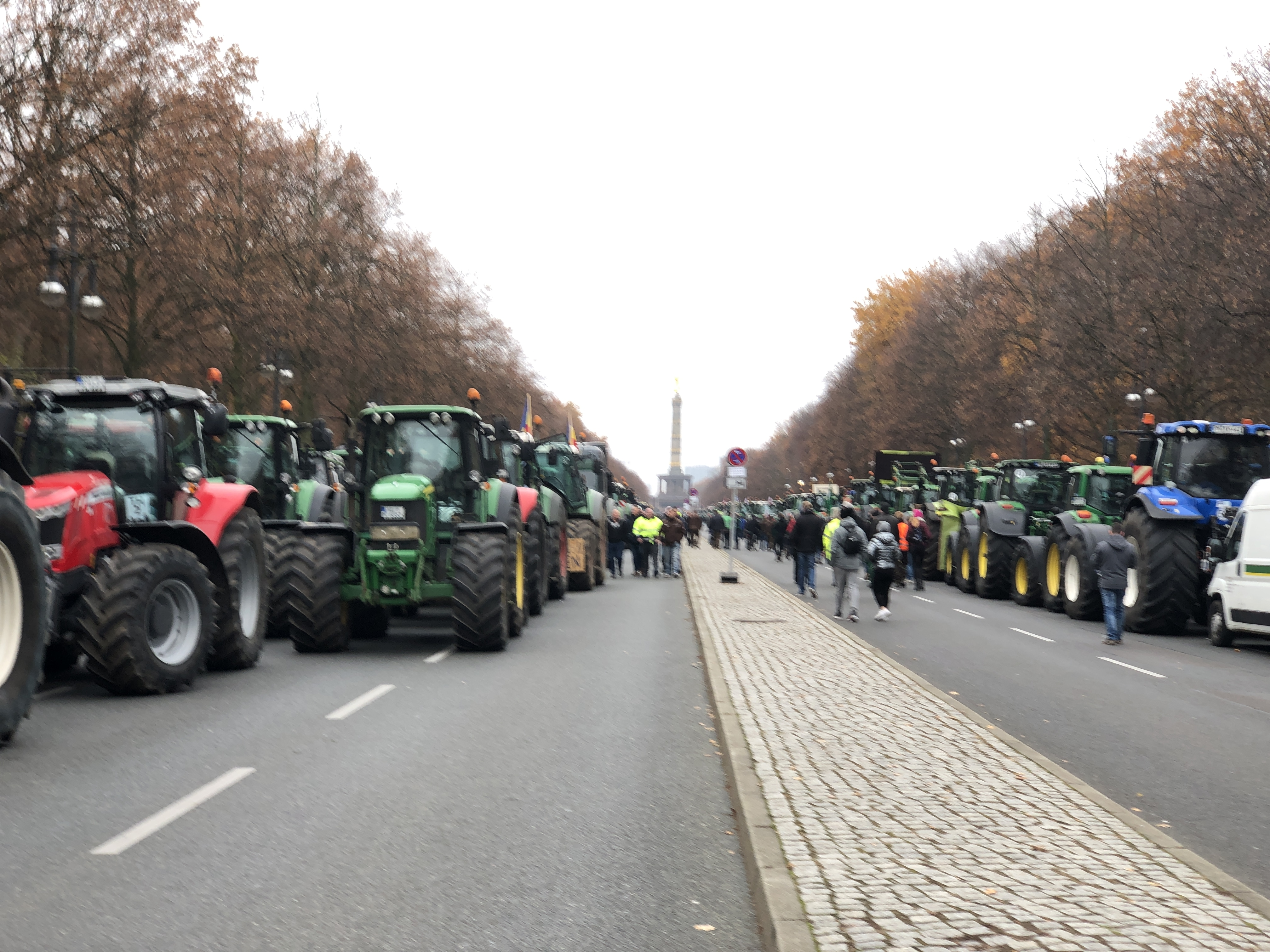
8600 Traktoren füllten die Straße des 17. Juni in Berlin, 2019

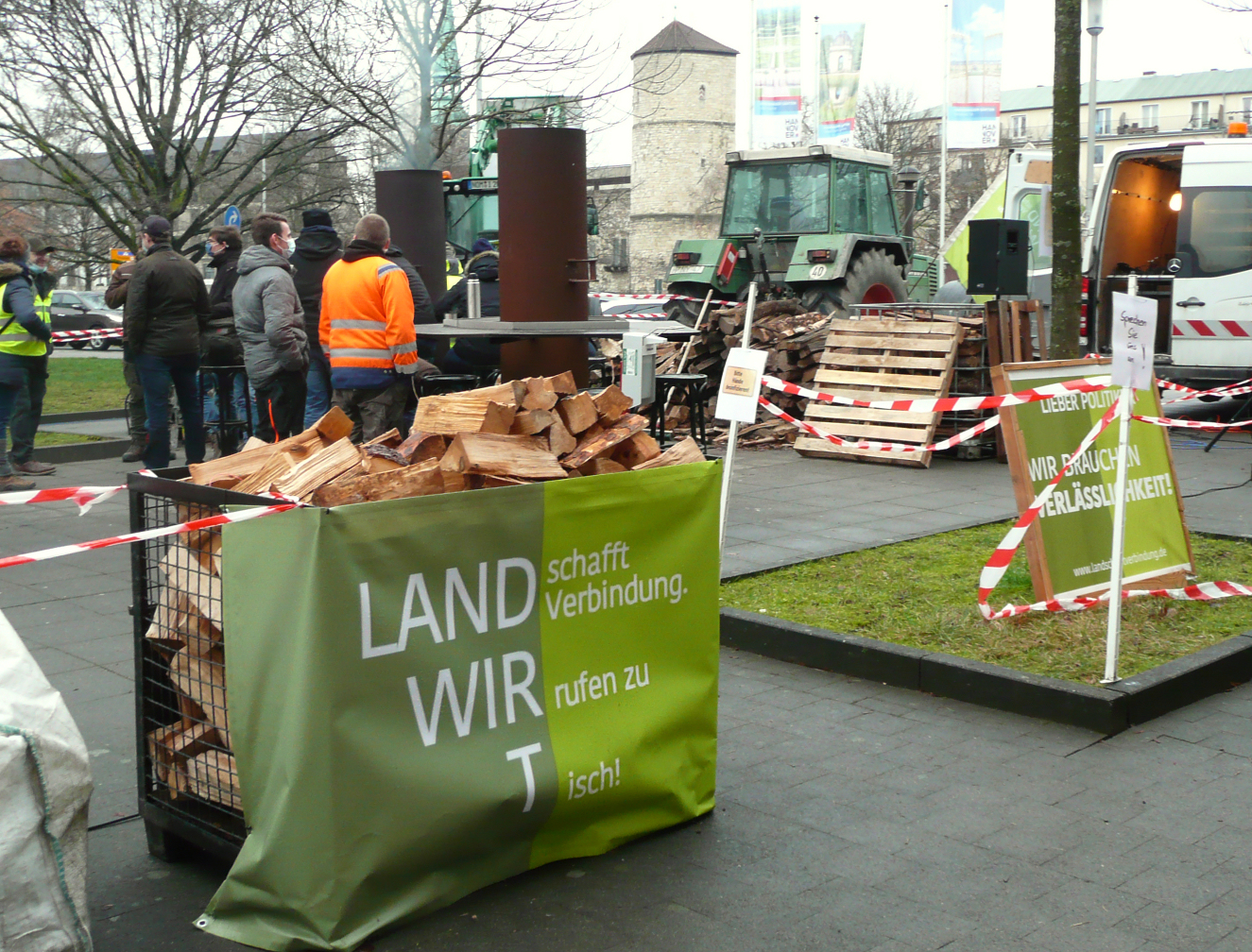
Mahnwache zwischen dem Niedersächsischen Landwirtschafts- und dem Umweltministerium in Hannover, 2019

### 2019
Bonn
Die erste deutsche Veranstaltung fand am 22. Oktober 2019 in Bonn statt. Daran beteiligt waren rund 2000 Traktoren und nach Polizeiangaben etwa 5500 Personen. Zeitgleich fanden an anderen Orten in Deutschland weitere Demonstrationen statt.
Berlin
Die Veranstaltung fand am 26. November 2019 am Brandenburger Tor statt. Daran waren rund 8600 Traktoren und etwa 40.000 Landwirte beteiligt.

### 2020
Ein Funken Hoffnung war das Motto von LSV-Gruppen rund um Weihnachten 2020 während der COVID-19-Pandemie. Dabei fuhren mit Lichterketten geschmückte Traktoren durch die Ortschaften.

### 2021
Auch 2021 fanden um Weihnachten Fahrten von Traktoren mit Lichterketten durch Ortschaften statt.

## Kontroversen
Es gab Vorwürfe, dass Land schafft Verbindung von rechten Gruppierungen unterwandert sei. Davon distanzierte sich Land schafft Verbindung mehrfach.
Die taz berichtete im März 2020, dass die AfD die Bauernproteste zu vereinnahmen versuche. So seien in Erfurt bei Demonstrationen AfD-Plakate mitgeführt worden, in Niedersachsen seien Demonstranten und Traktoren vor Privatwohnungen von Politikern erschienen.
Im März 2020 trat die Sprecherin von LsV, Henriette Struß, von ihrem Amt zurück, nachdem sie in einem Interview gegenüber dpa erklärt hatte, es sei ihr egal, welche Partei Entscheidungen im Sinne der Landwirtschaft treffe, auch wenn es die AfD sei. In ihrer Rücktrittserklärung bestritt sie, dies sei eine Weigerung gewesen, sich von der AfD zu distanzieren. Sie habe lediglich ausdrücken wollen, eine Distanzierung von einer bestimmten Partei würde die parteipolitische Neutralität gefährden.
Im Zusammenhang mit seinem Rücktritt als Sprecher des bayerischen LsV-Vereins gab Sebastian Dickow 2021 an, es habe ein aggressives internes Klima geherrscht. Ihm seien in Chats „Kriegsrecht“ und die Erschießung angedroht worden. Das Nachrichtenportal nordbayern.de berichtete im Juli 2021 über eine Demonstration gegen den CSU-Abgeordneten Artur Auernhammer, nachdem dieser das Zeigen einer Flagge der Landvolkbewegung vor dem Holocaustmahnmal in Berlin am Internationalen Holocaust-Gedenktag durch Teilnehmer einer Traktordemonstration kritisiert hatte.